# دهستان شعبان (نهاوند)
دهستان شعبان نام دهستانی در بخش مرکزی شهرستان نهاوند، استان همدان در ایران است. براساس سرشماری مرکز آمار ایران در سال ۱۳۸۵، جمعیت آن ۱۵۳۲۱ نفر (۴۰۰۸ خانوار) بوده‌است.
```
[
۱
]
```